# Historie Formule 1
Tento článek obsahuje stručný souhrn historie Formule 1. Každému roku je věnován samostatný podrobný článek.

## Padesátá léta
- 1950 – Rok, který se stal začátkem historie oficiálního světového šampionátu. Byl to Antonio Brivio Sforza, bývalý závodník, kdo přišel s myšlenkou uspořádat mistrovství světa. Celá sezóna byla ve znamení „týmu FA“, jak byli přezdíváni jezdci Alfy Romeo Fangio, Farina a Fagioli. Mistrem světa se stal Giuseppe Farina.
- 1951 – Nadvláda vozů Alfa Romeo pokračovala i v úvodních třech závodech. Konkurenceschopné začaly být vozy Ferrari a v dalších závodech srovnaly skóre na 3:3, a tak o mistru světa rozhodl poslední závod. V něm dominoval Fangio a dojel si pro svůj první titul.
- 1952 – Odchod Alfy Romeo způsobil odliv a nezájem velkých automobilek o stavbu nákladných monopostů formule 1 a tak bylo mistrovství světa vypsáno i pro vozy formule 2. Sezóna měla jednoznačný průběh, Alberto Ascari zvítězil ve všech závodech, kterých se účastnil.
- 1953 – Ascari dokázal, že výsledek z předešlého roku nebyl náhodný, zvítězil v pěti z devíti Grand Prix a obhájil titul mistra světa. Pro další vítězství si dojeli Farina na Ferrari, Fangio na Maserati a Mike Hawthorn na Ferrari.
- 1954 – Rok velkých návratů; po dvou letech formule 2, se vrací monoposty formule 1. Od Velké ceny Francie se na závodní dráhu vrátily vozy Mercedes. Juan Manuel Fangio zahájil útok na svůj druhý titul ve vozech Maserati a zvítězil ve dvou úvodních Grand Prix, poté přešel k Mercedesu a pokračoval ve vítězném tažení.
- 1955 – Mercedes, Fangio a Moss jsou hlavními protagonisty sezóny 1955. Tragédie v Le Mans, kde zahynulo přes 80 lidí, vrhá stín na celý automobilový sport a je podnětem k odchodu značky Mercedes ze světa sportu.
- 1956 – Po odchodu Mercedesu Fangio hájí barvy Ferrari a získává svůj již čtvrtý titul. Jeho cesta k titulu nebyla tak jednoznačná a potřeboval výraznou pomoc stájového kolegy Petera Collinse.
- 1957 – Fangio s Maserati ziskali další titul a pravým hrdinou sezóny byl Stirling Moss s vozem Vanwall.
- 1958 – Jeden jediný bod rozhodl o mistru světa, stal se jím Mike Hawthorn na Ferrari, Stirling Moss je znovu druhý, ale jeho úspěch je zkalen smrtí týmového kolegy Petera Collinse. Mike Hawthorn zanechává sportovní činnosti, ale krátce poté umírá při dopravní nehodě. Poprvé je vypsán pohár konstruktérů, který získává Vanwall.
- 1959 – Australan Jack Brabham získal svůj první titul, pohár konstruktérů byl záležitostí vozů Cooper Climax.

## Šedesátá léta
- 1960 – Jack Brabham získává svůj druhý titul s vozem Cooper. Lotus získává na síle. Havárie v polovině sezóny vyřadila jednoho z kandidátů na titul Stirlinga Mosse. Pohár konstruktérů obhajuje Cooper.
- 1961 – Nejlépe připraveným týmem po změně pravidel bylo Ferrari. Mistrem se stal Phil Hill za tragických událostí v Monze, kdy zahynul jeho týmový kolega a nejvážnější soupeř Wolfgang von Trips. Ferrari získalo Pohár konstruktérů.
- 1962 – Hrdinou roku se stává Ferrari, které vnáší do sezóny dramatičnost, zatímco BRM a Lotus bojují o titul. Mistrem se stává Graham Hill, když poráží Jima Clarka. Začíná nová etapa formule 1, nadvláda britských jezdců. Pohár konstruktérů získal BRM.
- 1963 – Tento rok je rokem Jima Clarka a vozu Lotus. Clark zvítězil v sedmi Grand Prix a připomněl tak legendární výkon Ascariho z roku 1952.
- 1964 – John Surtees se zapsal do historie jako první muž, který dokázal získat titul jak na dvou, tak na čtyřech kolech. Ferrari získalo druhý pohár konstruktérů.
- 1965 – Po nevydařené předešlé sezóně nenechal Jim Clark nic náhodě a jel si pro druhý titul. Stihl ještě zvítězit v 500 mil Indianapolis s vozem Lotus.
- 1966 – Panická hrůza vypukla po zveřejnění nových pravidel a krátkém čase na přípravu nových třílitrových motorů. Nejlépe se s tím dokázal vypořádat Jack Brabham, který získal titul na vozech vlastní konstrukce a odstartoval tak úspěšnou kariéru vozů Brabham.
- 1967 – Vozy Brabham s motory Repco slaví druhý titul, tentokrát se o to zasloužil Denny Hulme, ale na trati se objevuje nový typ motoru, je to Cosworth DFV, který se stane opravdovou legendou. Při Grand Prix Monaka umírá Lorenzo Bandini.
- 1968 – Sponsoring a nové aerodynamické prvky v podobě prvních přítlačných křídel jsou dvě inovace tohoto roku. Druhý titul získává Graham Hill s Lotusem, ale vše je zahaleno do smutku, při závodech formule 2, zahynul Jim Clark.
- 1969 – Jackie Stewart jde za svým prvním titulem spolu s vozem Matra konstruktéra Kena Tyrrella.

## Sedmdesátá léta
- 1970 – Černý rok formule 1, na tratích zemřeli Bruce McLaren a Piers Courage, později v Monze již jistý mistr světa Jochen Rindt. Poprvé je tak udělen titul in memoriam, pohár konstruktérů získal Lotus.
- 1971 – Pro svůj již druhý titul si jede Jackie Stewart, který na voze Tyrrell zcela dominuje celé sezóně. Ale znovu přišla smrt, aby si vzala svou daň, doplatili na to Pedro Rodríguez a Jo Siffert. Tyrrell získal i pohár konstruktérů.
- 1972 – Lotus se znovu vrátil na výsluní. Zasloužil se o to hlavně Emerson Fittipaldi, který se tak stal nejmladším mistrem světa.
- 1973 – Jackie Stewart získává třetí titul po tvrdém boji s vozy Lotus. O život přišli Francois Cevert a nováček Roger Williamson. V poháru konstruktérů obhájil titul Lotus.
- 1974 – Urputný boj o titul mezi Fittipaldim a Regazzonim, nakonec lépe vyzní pro Brazilce Fittipaldiho, který tak získává druhý titul pro sebe a zároveň první titul pro McLaren.
- 1975 – Niki Lauda přináší titul pro Ferrari po 11 letech. Graham Hill přišel o život při leteckém neštěstí. Ferrari si odnáší pohár konstruktérů.
- 1976 – Jedna z nejpestřejších sezón v historii formule 1. Niki Lauda přežil ohnivou havárii v Německu a vrací se do závodů, aby bojoval o titul. V posledním závodě v Japonsku ho překonal James Hunt a stal se mistrem světa. Ferrari obhájil titul v poháru konstruktérů.
- 1977 – Niki Lauda dokázal porazit Andrettiho, Hunta a Schecktera, nejvážnější kandidáty na titul, a podruhé triumfoval. Třetí pohár konstruktérů v řadě za sebou pro Ferrari.
- 1978 – Mario Andretti a Ronnie Peterson na vozech Lotus 79 konstruktéra Chapmana nedají nikomu šanci. Zatímco Andretti se raduje z titulu, Peterson umírá v nemocnici na následky hromadné nehody těsně po startu velké ceny v Monze.
- 1979 – Nadvládu vozů Lotus vystřídala nadvláda Ferrari. Titul získal Jody Scheckter za vydatné pomoci Villeneuva.

## Osmdesátá léta
- 1980 – Alan Jones se stává mistrem světa, velkým konkurentem mu je Piquet. Sezóna také předznamenala novou etapu vývoje formule 1, éru turbo. Pohár konstruktérů získal Williams.
- 1981 – Vzplanutí vášní mezi bossy formule 1 vyvolalo řadů zmatků a komplikací. Nelson Piquet dokázal porazit dvojici na Williamsech Jones, Reutemann. Pohár konstruktérů obhájil Williams.
- 1982 – Keke Rosberg se stal mistrem světa poté, co zvítězil v jediném závodě. Jedna z nejčernějších sezón formule 1, v Belgii zahynul Gilles Villeneuve, v Kanadě Paletti, v Německu se těžce zranil Didier Pironi. I přes černý rok u Ferrari získali Pohár konstruktérů.
- 1983 – Přichází sezóna klidu, bez hádek a stávek. Mistrem světa se stává Piquet. Ferrari obhajuje Pohár konstruktérů.
- 1984 – Za dva z jiné planety jsou označováni jezdci McLarenu, Niki Lauda a Alain Prost. Niki Lauda získal již třetí titul o pouhý půl bodu. Pohár konstruktérů jednoznačně pro McLaren.
- 1985 – Alain Prost konečně prolomil smůlu a stal se mistrem světa. Jediným soupeřem mu je Ital Michele Alboreto na Ferrari.
- 1986 – Tuhý boj o titul mezi Mansellem, Piquetem a Prostem, více štěstí přeje francouzskému jezdci. Po letech klidu si smrt vyžádala další daň; Elio de Angelis. Poprvé se jelo v Maďarsku. Pohár konstruktérů získal Williams.
- 1987 – Týmoví kolegové z Williamsu Mansell a Piquet svádějí boj o titul mistra světa. Rozhodla Mansellova havárie v Japonsku, a tak Piquet získal svůj třetí titul.
- 1988 – Prost ztratil důležité body na svého kolegu Sennu, ale brazilský jezdec měl navrch, získal 8 vítězství proti 7.
- 1989 – Situace se obrátila, tentokrát je na tom lépe Prost. Senna je opět neporazitelný v tréninku. Pohár konstruktérů obhajuje McLaren.

## Devadesátá léta
- 1990 – Souboj o titul je v rukou stále stejných osob: Senna, Prost. Zatímco Senna zůstal u McLarenu, Prost odešel k Ferrari. Pohár konstruktérů získává McLaren před Ferrari.
- 1991 – Ayrton Senna odolal síle vozů Williams a obhájil titul mistra světa. Pohár konstruktérů získává znovu McLaren.
- 1992 – Nigel Mansell konečně získal titul mistra světa a Riccardo Patrese stvrdil druhým místem nadvládu vozů Williams. Pohár konstruktérů získává Williams.
- 1993 – Prost přichází po roční pauze k Williamsu a znovu jsme svědky souboje Senna – Prost. Williams přinesl další francouzský titul. Pohár konstruktérů je v rukou Williamsu.
- 1994 – Byl to rok plný kontrastů, přišlo oživení v podobě týmu Benetton a Michaela Schumachera, kteří získali titul. Byl to rok, kdy během jedné Velké ceny zahynuli Ayrton Senna a Roland Ratzenberger. Pohár konstruktérů získává jen těsně Williams před Benettonem.
- 1995 – Nadvláda motorů firmy Renault, které obsadily první čtyři místa v šampionátu jako agregáty pro Benetton a Williams. Schumacher má druhý titul.
- 1996 – První rok Michaela Schumachera u Ferrari, končí na třetím místě. Mistrem se stává Damon Hill na Williamsu. Pohár konstruktérů získává Williams o více než sto bodů před Ferrari.
- 1997 – Mistr světa z roku 1994 a 1995 Schumacher byl blízko k zisku třetího titulu, ale v posledním závodě zavinil kolizi s Jacquesem Villeneuvem a byl diskvalifikován. Titul tak získal Villeneuve. Pohár konstruktérů pro Williams.
- 1998 – Mistrem se stal Häkkinen na McLarenu po soubojích s Michaelem Schumacherem na Ferrari. Pohár konstruktérů pro McLaren Ferrari je znovu druhé.
- 1999 – Rok 1999 přinesl mnoho bolesti, ale také mnoho radosti. Mika Häkkinen získal svůj druhý titul, zatímco Michael Schumacher se stal obětí havárie a musel sledovat závody z lůžka. Pohár konstruktérů získává Ferrari.

## Nové tisíciletí
- 2000 – Michael Schumacher získal pro Ferrari titul po dlouhých 21 letech. Zdatnými soupeři mu byli oba jezdci McLarenu Mika Häkkinen a David Coulthard, který měl vážnou nehodu v soukromém letadle, z níž vyvázl bez jediného šrámu.
- 2001 – Michael Schumacher neměl vážnějšího soupeře a zajistil si již čtvrtý titul mistra světa. David Coulthard na druhém místě ztrácel na Schumachera 58 bodů. V úvodním závodě došlo k tragické nehodě, při které zemřel traťový komisař. Brazilec Luciano Burti dvakrát po sobě vážně havaroval a v týmu ho nahradil první Čech ve formuli 1 Tomáš Enge.
- 2002 – Michael Schumacher pokračuje ve vítězném tažení a vyrovnává rekord Juana Manuela Fangia v počtu titulů mistra světa. Situace je natolik jednoznačná, že Schumacher slaví titul již po 11 GP. V poháru konstruktérů Ferrari získalo tolik bodů co všechny ostatní týmy dohromady.
- 2003 – O titulu mistra světa se tentokrát rozhodlo až v posledním závodě sezóny. Schumacher měl zdatného soupeře, mladého Fina Kimi Räikkönena. Prvního vítězství se dočkal i Giancarlo Fisichella po bláznivé velké ceně Brazílie. Fernando Alonso zvítězil ve velké ceně Maďarska, a stal se tak nejmladším vítězem Grand Prix.
- 2004 – Zatímco předešlá sezóna přinesla napínavý boj o titul do poslední velké ceny, rok 2004 vrátil formuli 1 zpět do nudy. Schumacher vybojoval svůj sedmý titul mistra světa a Ferrari další pohár konstruktérů. Prvního vítězství se dočkal Jarno Trulli, když zvítězil v prestižním závodě v Monte Carlu. Poprvé se vozy formule 1 představily na čínském území.
- 2005 – Končí série Michaela Schumachera a dočkali jsme se nejmladšího mistra světa. Fernando Alonso a Kimi Räikkönen bojovali do posledních Grand Prix. Kimi Räikkönen měl ale příliš mnoho technických problémů, a tak se Fernando Alonso stal mistrem světa díky velké spolehlivosti Renaultu.
- 2006 – Michael Schumacher jel svoji poslední sezonu ve formuli 1. Po souboji s Fernandem Alonsem však titul nezískal, ale mladý Španěl dokázal ve své poslední sezoně u Renaultu obhájit titul. Michael Schumacher se rozloučil parádním výkonem v posledním závodě sezony - GP Brazílie - kdy se z posledního místa dostal na čtvrtou příčku. Tím také končí slavná éra nejlepšího pilota formule 1 všech dob.
- 2007 – Černým koněm sezóny se stal nováček Lewis Hamilton. V polovině sezóny vedl Mistrovství jezdců a měl reálné šance se stát mistrem světa. Největšími konkurenty mu byli Fernando Alonso a Kimi Räikkönen. Ten se nakonec stal mistrem světa s náskokem pouhého jednoho bodu na oba jezdce McLarenu.
- 2008 – Mistrem světa se - po infarktovém posledním kole na brazilském Interlagosu - na druhý pokus stal Lewis Hamilton, o pouhý bod před jezdcem Ferrari Felipem Massou, jehož tým opět získal Pohár konstruktérů. Massův stájový kolega a obhájce titulu Kimi Raikkonen byl celkově třetí. Výbornou sezonu zažil polský jezdec týmu BMW Sauber Robert Kubica, který získal první vítězství pro německou stáj a v konečném pořadí šampionátu se umístil na čtvrtém místě. Dalšími novými vítězi byli Heikki Kovalainen (McLaren) a Sebastian Vettel, který získal i pole position a vybojoval i první vítězství pro Scuderia Toro Rosso. Poprvé v historii Formule 1 zavítala do Singapuru.
- 2009 – Mistrem světa se nečekaně stal Jenson Button a Pohár konstruktérů získal jeho tým Brawn GP, který byl přetransformován z Hondy. Oba vítězové vládli zejména první půlce sezony. Druhý byl Němec Sebastian Vettel. Novým vítězem se stal Mark Webber a jeho tým Red Bull Racing. Poprvé se jel závod F1 v SAE.
- 2010 – Vítězem se stal Němec Sebastian Vettel po napínavém závěru souboji o titul s Fernandem Alonsem.
- 2011 – Špatný rok pro tým Ferrari, protože dvojnásobným mistrem světa se stal Sebastian Vettel s velkým náskokem na Fernanda Alonsa. Této sezóně dominoval Red Bull.
- 2012 – Velký souboj Fernanda Alonsa a Sebastiana Vettela o mistrovský titul opět lépe zvládl německý jezdec stáje Red Bull.
- 2013 – Počtvrté v kariéře se stává mistrem světa Sebastian Vettel za tým Red Bull Racing a dorovnává tak v počtu titulů Alaina Prosta.
- 2014 – Podruhé v kariéře se mistrem světa stává Lewis Hamilton v Mercedesu, který vítězí v poháru konstruktérů. Změna pravidel, tzv. nová éra hybridních vozů. Jules Bianchi má v GP Japonska těžkou nehodu, kdy narazí do jeřábu odstraňujícího následky předešlé havárie.
- 2015 – Potřetí v kariéře se stává mistrem světa Lewis Hamilton. Obhajoba poháru konstruktérů pro Mercedes. Po 21 letech ve Formuli 1 zemřel jezdec na následky zranění způsobené havárií při závodě, byl jím Jules Bianchi, který zemřel na následky nehody v GP Japonska 2014.
- 2016 - Mistrem světa se stává Nico Rosberg v napínavé sezoně před L. Hamiltonem. Mercedes potřertí vítězem Poháru konstruktérů. N. Rosberg končí po zisku titulu svou kariéru pilota F1.
- 2017 - Mistrem světa se stává počtvrté Lewis Hamilton a Mercedes počtvrté vítězem poháru konstruktérů.
- 2018 - Mistrem světa se stává popáté Lewis Hamilton v napínavé sezoně před S. Vettelem. Mercedes popáté obhajuje pohár konstruktérů.
- 2019 - Mistrem světa se stává pošesté Lewis Hamilton, Mercedes obhajuje šestý titul poháru konstruktérů.
- 2020 - Sezona odstartována opožděně kvůli pandemii. Lewis Hamilton překonal Schumacherův rekord (91 vítězství), Mercedes obhajuje s předstihem sedmý pohár konstruktérů. Lewis Hamilton tři závody před koncem sezony, při svém 94. vítězství, vyrovnává v počtu titulů Michaela Schumachera (7 titulů)  Sezona má pouhých 17 závodů. Kvůli pandemii se po dlouhých letech jelo na neobvyklejších tratích než doposud. Red Bull Ring hostil dva závody GP (Rakousko, Štýrsko), GP Maďarska, Silverstone hostil dva závody GP (Velká Británie, 70. výročí založení F1) , GP Španělsko, GP Itálie (Monza ), GP Toskánska (Mugello), GP Ruska, GP Eiffel (Nurburgring), GP Portugalsko (Portimao), GP Emilia Romagna (Imola), GP Turecka, Bahrain dva závody GP (Bahrain, Sachir), GP Abu Dhabí. Třikrát do sezony zaskakuje Nico Hulkenberg za pandemií postižené jezdce. Poprvé v Silverstone (GP Velká Británie), kde ani neodstartoval kvůli technickým potížím s vozem. V GP 70. výročí obsazuje 7. místo. V třetím závodě na poslední chvíli naskakuje rovnou do kvalifikace v GP Eiffelu a obsazuje 8. místo. První stupně vítězů po návratu Renaultu do kolotoče F1 ziskal Daniel Ricciardo a tuto pozici zopakoval v GP Emilia Romagna. Lance Stroll získal v deštivé kvalifikaci na GP Turecka pole position (5. nejmladší vítěz).
- 2024 - Lando Norris vyhrál svůj první závod a to konkrétně v Miami 5.5.2024, kde porazil Maxe Verstappena, který skončil na druhém místě